# 高橋優のオールナイトニッポンシリーズ
『高橋優のオールナイトニッポンシリーズ』（たかはしゆうのオールナイトニッポンシリーズ）はニッポン放送の深夜番組「オールナイトニッポンR」、「オールナイトニッポンGOLD」、「オールナイトニッポン0(ZERO)」で、リアルタイムシンガーソングライターの高橋優がパーソナリティを担当するラジオ番組である。

## 概要
2011年2月18日より放送が開始され、2013年までの時点で13回放送されている。毎回生歌で番組が始まり、最後にも生歌を唄うことがある。

## 放送日

### オールナイトニッポンR
- 2011年2月18日・4月22日・5月13日・7月1日・8月5日・10月28日・12月30日・2012年1月27日・2月24日・3月23日金曜日27:00 - 29:00（JST、一部地域を除く）
- 2012年8月4日土曜日27:00 - 29:00（JST、一部地域を除く）
- 2013年4月13日土曜日27:00 - 29:00[1]（JST、一部地域を除く）

### オールナイトニッポンGOLD
- 2012年12月28日金曜日22:00 - 23:50(JST)

### オールナイトニッポン0(ZERO)
- 2020年10月18日日曜日3:00 - 5:00（17日土曜27:00 - 29:00）[2][3](JST、一部地域を除く)

## ネット局
- オールナイトニッポンRを参照。
- オールナイトニッポンGOLD オールナイトニッポン45周年特別企画を参照。
- オールナイトニッポン0(ZERO)を参照。

## コーナー

### 現在のコーナー
- リアルタイム情報！！

今ハマっていること、継続してやっていること、気になること、困っていることをリスナーが送るコーナー。
- 高橋優の物件ナイトニッポンR！！

第11回放送から始まったコーナー。引越しを考えている高橋優に、リスナーがおすすめ物件を紹介するコーナー。
- 絶頂は今！！

第11回放送から始まったコーナー。リスナーが絶頂を感じる瞬間を送ってもらうコーナー。コーナータイトルは高橋優の「絶頂は今」から。
- 秋田横手ボウル!

GOLDから開始。ニューアルバムに収録されている「ボーリング」『めんどくせぇ』の歌詞が印象的ということで、リスナーには、思わず『めんどくせぇ』と言ってしまうようなシチュエーションや台詞を送ってもらう。
- 有楽町特許許可局

GOLDから開始。ニューアルバムに「発明品」という曲が収録されているということで、リスナーが発明したものを教えてもらう。
- サイレントマジョリティーレポート!!!

第13回から始まったコーナー。高橋優のニューシングルが「(Where’s)THE SILENT MAJORITY?」にちなんだコーナー。サイレント・マジョリティ、いわゆる物言わぬ多数派からのメールを募集する。
- 来てます!

第13回から始まったコーナー「(Where’s)THE SILENT MAJORITY?」の弾き語りバージョンが、 テレビ東京系のドラマ24「みんな！エスパーだよ！」オープニングテーマに起用されたということで、自称・エスパーからのメールを募集する。

### 終了したコーナー
- 優ガッタフィーリング！！

高橋優の妄想力を鍛えるため、リスナーからテーマに沿った妄想を送ってもらうコーナー。リスナーが協力的じゃなくなってきたため、5回目の放送で終了した。
- 少年であれ！！

リスナーの懺悔に高橋優がいい感じのアドバイスを出すコーナー。高橋優の一旦卒業により、10回目の放送で終了した。
- 想いよ、届け！！

第7回放送から始まったコーナー。目の覚めるような、思わずタオルを振り回したくなるような一言を募集するコーナー。コーナータイトルは高橋優の「想いよ、届け」という歌から。高橋優の一旦卒業により、10回目の放送で終了した。
- チチロー！！

第7回放送から始まったコーナー。高橋優の父「高橋一郎」の目撃情報を送ってもらうコーナー。チチローいじりがエグくなってきたため、8回目の放送で終了した。

## スタッフ
ディレクター
- 宗岡芳樹
『オードリーのオールナイトニッポン』、『ゆずのオールナイトニッポンGOLD』などを担当。プロデューサーとして『ナインティナインのオールナイトニッポン』も担当。

ミキサー
- 大沢和隆
『オードリーのオールナイトニッポン』、『ゆずのオールナイトニッポンGOLD』などを担当。

構成作家
- 福田卓也
『ゆずのオールナイトニッポンGOLD』、『Hi-Hiのオールナイトニッポン0(ZERO)』、『miwaのオールナイトニッポン』などを担当。